# Església parroquial de Sant Roc (Torre-xiva)
L'Església Parroquial de Sant Roc és un temple catòlic de Torre-xiva (Castelló), que està protegit com Bé de Rellevància Local. Es troba a la Plaça de l'Església.
Està protegida com a Bé de Rellevància Local segons la Disposició Addicional Cinquena de la Llei 5/2007, de 9 de febrer, de la Generalitat Valenciana, que va modificar la Llei 4/1998, d'11 de juny, del Patrimoni Cultural Valencià (DOCV Núm. 5.449 / 13/02/2007).
Va ser construïda al segle xviii.
L'edifici consta d'una nau, amb capelles laterals i creuer. La façana presenta un portal amb llinda. Té una torre campanar. És d'estil dòric, petit i amb altar xorigueresc.